# Wróbliczka amazońska
Wróbliczka amazońska (Forpus modestus) – gatunek małego ptaka z rodziny papugowatych (Psittacidae). Występuje w północnej i centralnej Ameryce Południowej. Nie jest zagrożony wyginięciem; prawie niespotykany w hodowlach.
Podgatunki i zasięg występowania
Międzynarodowy Komitet Ornitologiczny (IOC) wyróżnia dwa podgatunki F. modestus:
- F. m. modestus (syn. F. m. eidos[2][4][8]) – wschodnia Kolumbia, południowa Wenezuela przez region Gujana po północną Brazylię
- F. m. sclateri – południowo-wschodnia Kolumbia do północnej Boliwii i południowej Amazonii

Morfologia

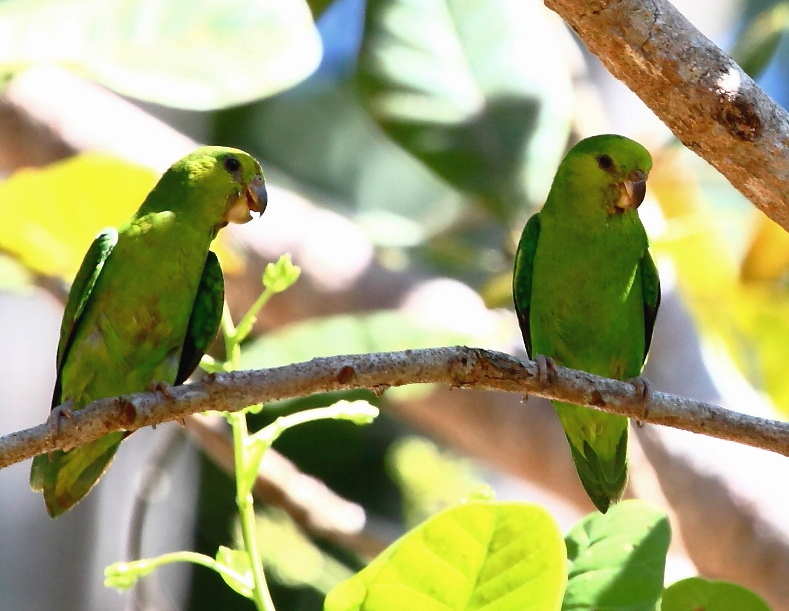
Wróbliczki amazońskie sfotografowane w Alta Floresta w Brazylii

Długość ciała wynosi 12,5 cm, masa ciała 30–35 g. Samiec z wierzchu ciemnozielony, o barwie szmaragdowej z wierzchu głowy i na policzkach. Kuper niebieskofioletowy, podobnie jak lotki drugorzędowe. Spód ciała jaśniejszy. Tęczówka brązowa. Samice podobne do samców, jednak posiadają żółte boki i wierzch głowy, a także zielony kuper.
Pożywienie
W naturze wróbliczka amazońska żywi się owocami (w tym jagodami), nasionami (w tym nasionami traw) oraz zielonymi częściami roślin.
Lęgi
Sezon lęgowy rozpoczyna się w lipcu. Składa 6–8 jaj o wymiarach 18,2×14,8 mm. Inkubacja trwa 19–22 dni, wysiaduje jedynie samica. Pisklęta są w pełni opierzone po 5–6 tygodniach od wyklucia.
Status
Międzynarodowa Unia Ochrony Przyrody (IUCN) uznaje wróbliczkę amazońską za gatunek najmniejszej troski (LC – Least Concern) nieprzerwanie od 1988 roku. Liczebność światowej populacji nie została oszacowana, ale ptak ten opisywany jest jako dość pospolity. BirdLife International ocenia trend liczebności populacji jako stabilny, ale jednocześnie wskazuje, że wylesianie Amazonii może się przyczynić do spadków liczebności gatunku.